# 吉岡孝夫
吉岡孝夫（1962年10月23日—），是日本茨城縣境町出身的自由作家。

## 概要
- 曾以名義在SHIN-EI動畫參與《小超人帕門》的制作。
- 離開SHIN-EI動畫後從事工作內容廣泛，經錄影帶、電視遊戲業界，現為自由作家。
- 另以別名執筆OVA的脚本，其他筆名還有等。

## 參與作品

### 電視動畫
1983年
- 小超人帕門 ※名義

1999年
- 下級生

2000年
- 櫻花大戰
- 無敵王

2001年
- 聖石小子

2002年
- 歡樂課程

2003年
- 魔法咪路咪路
- 救難小英雄
- 萊姆色戰奇譚
- DEAR BOYS
- 歡樂課程 ADVANCE（系列構成）
- 一騎当千（系列構成、全話脚本）

2004年
- 光與水的女神
- 密探任務（系列構成）
- 變異體少女（系列構成、全話脚本）
- DearS（系列構成、全話脚本）
- 棒球大聯盟

2005年
- 棒球大聯盟 第2季

2006年
- 小天小天子
- 吉永家的石像怪（系列構成、全話脚本）
- 零之使魔（系列構成、全話脚本）
- 蠟筆小新
- 棒球大聯盟 第3季

2007年
- 一騎当千 Dragon Destiny（系列構成、全話脚本）
- 天翔少女（系列構成）

2008年
- 棒球大聯盟 第4季
- 鶺鴒女神（系列構成、全話脚本）

2009年
- 棒球大聯盟 第5季
- 女王之刃 流浪的戰士
- 川之光
- 女王之刃 王位繼承者（系列構成）
- 信蜂
- Weiß Survive（系列構成、全話脚本）

2010年
- 棒球大聯盟 第6季
- 最後大魔王（系列構成）
- 鶺鴒女神（系列構成、全話脚本）
- 信蜂 REVERSE

2011年
- 結界女王
- 蘿球社！
- WORKING!!（系列構成）

2012年
- 惡魔高校D×D（系列構成）

2013年
- 閃亂神樂（系列構成）
- 惡魔高校D×D NEW（系列構成）
- 我不受歡迎，怎麼想都是你們的錯！（系列構成）

2014年
- 健全機鬥士（系列構成）
- 精靈使的劍舞（系列構成）
- 四月是你的謊言（系列構成）

2015年
- 新妹魔王的契約者 第1期（系列構成）
- 惡魔高校D×D BorN（系列構成）
- 櫻子小姐的腳下埋著屍體

2016年
- 不愉快的妖怪庵（系列構成、劇本）
- WWW.WORKING!!（系列構成、劇本）

2017年
- 學園少女突襲者 Animation Channel（系列構成）
- 亞人醬有話要說（系列構成、劇本）
- 此花亭奇譚（系列構成）

2018年
- 七大罪 戒律的復活（系列構成）
- 昴宿七星（系列構成、劇本）
- 寄宿學校的茱麗葉（系列構成、劇本）

2019年
- 不愉快的妖怪庵（系列構成）
- 為了女兒，我說不定連魔王都能幹掉。（系列構成、劇本）

2020年
- 我立於百萬生命之上（系列構成）

2021年
- 堀與宮村（系列構成）

### OVA
2000年
- 淫夢
- Natural Another
- luvwave
- 藍色樂章
- 戀姬
- 警備員 ※名義

2001年
- 歡樂課程 ※名義
- Natural2 -DUO- ※名義
- 續‧恋姬
- PureMail ※名義
- 藏愛油畫 ～茶色的主題～ ※名義

2002年
- 奴隸看護 ※名義

2003年
- 大惡司 ※名義

2005年
- 緋忍傳 呀宇種 ※名義

2006年
- 天翔少女
- 鬼公子炎魔

2010年
- 女王之刃 美麗的鬥士們

2017年
- 亞人醬有話要說

### 其他
1993年
- A級雷霆之歌（Mega-CD遊戲「A級雷霆」主題曲作詞） ※「[3]」名稱

## 外部連結
- http://www.takawo.com （页面存档备份，存于）
- 吉岡孝夫的X（前Twitter）